# Palugyay Jakab
Kis-palugyai és bodafalvai Palugyay Jakab (Pozsony, 1819. augusztus 8. – Pozsony, 1886. május 22.) pozsonyi vendéglős, a Zöldfa szálló tulajdonosa, Liptó vármegyei birtokos.

## Élete

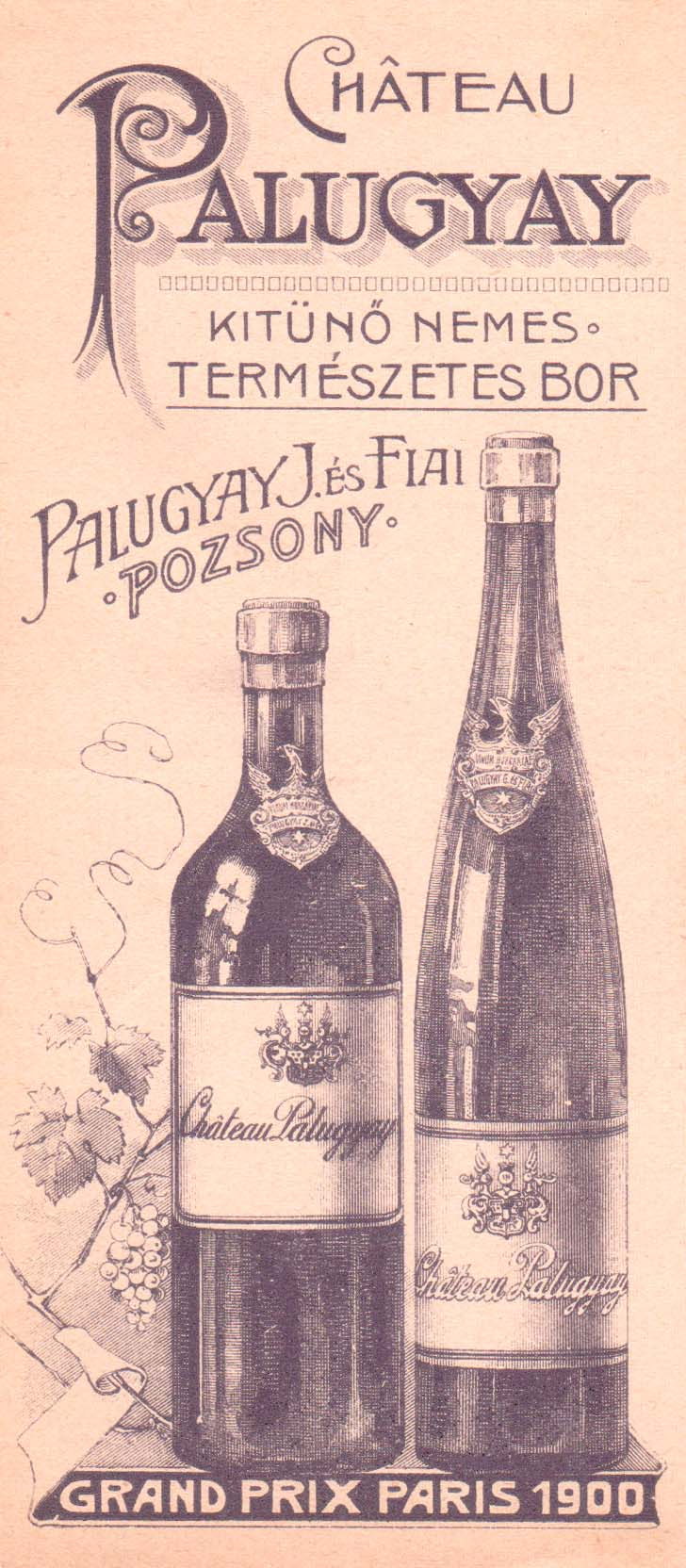
Az 1900. évi Párizsi világkiállításon A "Château Palugyay" nagydíjat nyert.

1819. augusztus 8–án született Pozsonyban a Grassalkovich-palota valamelyik földszinti helyiségében. 1844-ben  került a tulajdonába a malomvölgyi „Vaskutacska” vendéglő, és ugyanebben az évben elvette feleségül Rauch Annát, aki fiatalon, 1847. augusztus 13-án elhalálozott. 1848 szeptember 26-án feleségül vette Strasser Annát. 1848-ban megvette a Zöldfa szálló éttermi részét Lőw Jánostól, és az 1850-es évek elején elindította borkereskedő vállalkozását – kezdetben csak főuraknak, de később a Habsburg-ház uralkodóház több tagjának is szállította borait. Pozsonyban harmadikként kezdett pezsgőgyártással foglalkozni, 1870-ben gépeikkel napi 2000 palackot mostak és töltöttek naponta. Az 1900. évi Párizsi világkiállításon „Château Palugyay” márkanevű termékével nagydíjat nyert.
1857-ben a kávéház kivételével az egész Zöldfa szálló tulajdonjogát megszerezte. 1848. március 17-én Kossuth Lajos a Zöldfa szálló erkélyéről hirdette ki Magyarország újjászületését a téren gyülekező tömegnek, miután V. Ferdinánd király aláírta az Áprilisi törvényeket, és előző nap megbízta Batthyány Lajost az első felelős magyar kormány megalakításával.
A szálló adott otthont a Conus kuglizó társulat évenkénti összejöveteleinek, és itt volt Magyarország első vívóegyesületének, a Martinengo Nándor által alapított Pozsonyi vívó-egyesület egyleti és gyakorlóhelyisége. A szállóban később I. Ferenc József többször is megszállt. 1849-ben a szabadságharc leverése után orosz katonák szállták meg a várost, akik ki akarták vágni a Séta tér (ma: Hviezdoslavovo námestie) fáit tűzifának, amelyeket Palugyay Jakab mentett meg úgy, hogy a saját tűzifakészletét bocsátotta az oroszok rendelkezésére. Továbbá többször is sikerrel járt közben a szabadságharc leverése után a császári és királyi hadparancsnoknál a politikai foglyok ügyében. Az ő közbenjárásának eredményeképpen szabadult ki a börtönből Lipovniczky István, a későbbi nagyváradi püspök is.
Palugyay Jakab közismert volt jótékonyságáról is: a vendéglőjében 12 szegény tanuló számára külön asztal volt terítve, amelyet később 24 személyre bővítettek ki.

## Érdekesség
Palugyay Jakabról nevezte el Jurkovits Ferenc 1874-ben, a Palugyay születésnapjára készített gesztenyés tortáját.